# Накш-э-джахан (стадион)
Стадион «На́кш-э Джаха́н» (перс. ورزشگاه نقش جهان‎) — многофункциональный стадион, расположенный в иранском городе Исфахан. После реконструкции вмещает в себя 75 тысяч зрителей, что делает его вторым по крупности стадионом Ирана (после стадиона «Азади» в Тегеране). Является домашней ареной местного футбольного клуба «Сепахан». Во время шестилетней реконструкции стадиона, «Сепахан» временно проводил домашние матчи на стадионе «Фулад Шехр», который является домашней ареной заклятого соперника «Сепахана» — «Зоб Ахана».
Был построен в 1999—2003 годах. Открыт в феврале 2003 года, но в 2007 году закрыт на масштабную реконструкцию, которая проводилась в 2010—2016 годах. 2 ноября 2016 года обновлённый стадион был торжественно открыт. После открытия, стадион «Накш-э Джахан» стал вторым по вместимости стадионом Ирана, сместив на третье место стадион «Ядегар-э Эмам» в Тебризе (данный стадион вмещает 68 830 зрителей).